# 西北地区地理

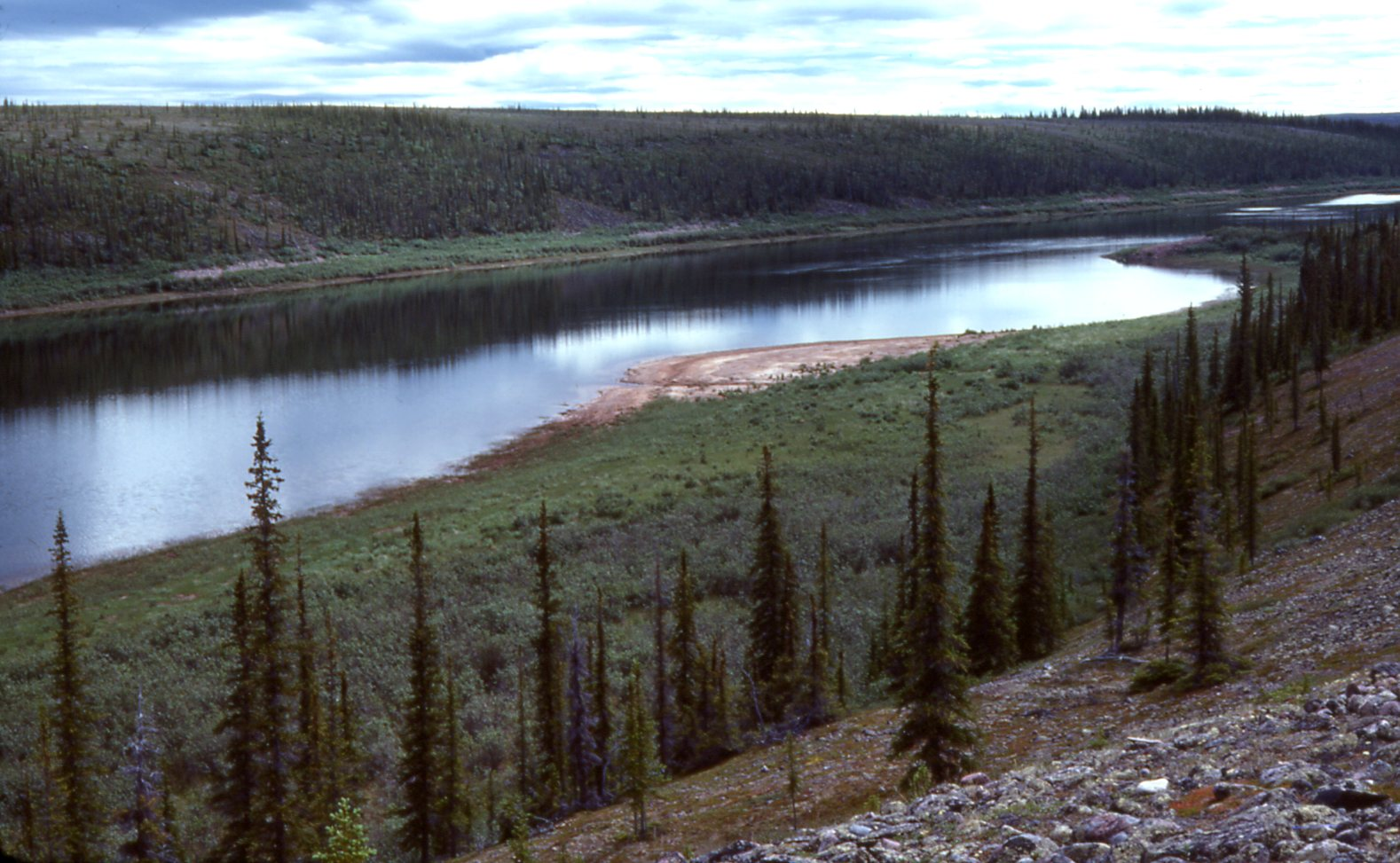
Thelon河

西北地区是加拿大的一个地区，位于育空地区与努纳武特地区之间，包含加拿大北极群岛的维多利亚岛，梅尔维尔岛等岛屿。

## 地貌
加拿大西北地区有地球上最大的岩墙群——麦肯齐岩墙群。

## 水文
境内湖泊有大奴湖与大熊湖等。河流有麦肯齐河等

## 人口地理
西北地区半数以上人口为因纽特人与印第安人。黄刀镇(耶洛奈夫)是西北地区首府和最大城市，人口42, 800。